# Tamara Johansen
Il tenente Tamara Johansen, chiamata anche con l'abbreviativo TJ, è un personaggio immaginario dell'universo fantascientifico di Stargate, in particolare di Stargate Universe. TJ è interpretata dall'attrice Alaina Huffman.

## Biografia

### LaDestiny
Prima di giungere a bordo della Destiny, una nave degli Antichi, TJ era un membro dell'unità medica della base Icarus. Durante questo periodo, Tamara cominciò una relazione con il colonnello Everett Young, il comandante della base. Durante l'evacuazione della base, in seguito ad un attacco dell'Alleanza Lucian, TJ fu l'unica tra i sopravvissuti ad avere conoscenza in campo medico, così questo compito gravò completamente sulle sue spalle. Mentre il colonnello David Telford comandava la spedizione sulla Destiny nel corpo di Young, attraverso il dispositivo di comunicazione a lunga distanza, le ferite del suo fisico costrinsero TJ a sedare Telford, prima che il colonnello, delirante, potesse provocare ulteriori danni al corpo di Young.
TJ dovette curare il dottor Nicholas Rush quando ebbe un collasso dovuto all'astinenza da caffeina e, quando fu chiaro che la Destiny si sarebbe schiantata su una stella vicina, Tamara e il tenente Scott furono scelti per far parte di un gruppo di sopravvissuti, imbarcati su un Shuttle della nave. Quando l'equipaggio della Destiny capì che la nave si stava semplicemente ricaricando, lo Shuttle tornò a bordo della nave.
Mentre Young e Scott erano in missione su un pianeta ghiacciato, il colonnello diede a Tamara il comando della nave. Durante questo periodo l'equipaggio scoprì che le scorte d'acqua erano state ridotte drasticamente da un insetto. Con Rush e il sergente Ronald Greer, riuscì a catturare questi insetti dopo che essi ferirono gravemente un caporale. Gli insetti furono liberati sul pianeta ma il caporale morì per le ferite subite, nonostante gli sforzi di TJ per salvargli la vita.
Durante un'altra missione, il soldato Riley rimase ferito. Tamara lo stabilizzò e fu portato a bordo della nave dove rimase fuori servizio per tutto il periodo di guarigione.
Quando Spencer fu trovato morto, Tamara affermò subito che si trattasse di un suicidio, anche se l'arma non era stata trovata, e si rammaricò perché se avesse saputo della condizione psicologica dell'aviere, avrebbe potuto aiutarlo.
Quando i civili ammutinarono, Tamara si trovò nella parte della nave controllata dai primi e fu quindi disarmata e fatta prigioniera. Durante l'ammutinamento, i Nakai attaccarono la Destiny per impadronirsene. Cogliendo l'attimo, i militari si ripresero il controllo della nave e il vascello degli Antichi riuscì così ad essere portato in salvo. In seguito, Tamara aiutò un chirurgo, nel corpo di Chloe, mentre rimuoveva un segnalatore che i Nakai avevano impiantato nel corpo di Rush.
Poco tempo dopo, Tamara cominciò ad avere vertigini, essere stanca e vomitare, per lei chiari sintomi di una gravidanza. Quando la nave giunse vicino ad un pianeta dove diversi membri dell'equipaggio decisero di restare, TJ fu una di essi, credendo che quel luogo sarebbe stato un posto migliore dove crescere il figlio che avrebbe avuto dal colonnello Young, rispetto alla Destiny. Per ordine di Young, inconsapevole della condizione di Tamara, tutti i militari furono obbligati a tornare a bordo della nave.
Giunti in una nuova galassia, l'equipaggio cominciò ad avere delle allucinazioni che Tamara scoprì essere un sintomo di un'infezione aliena. Usando gli anticorpi di una specie di vermi giganti, TJ riuscì a debellare l'infezione dalla nave.

### L'Alleanza Lucian, la gravidanza e la malattia
Prima dell'attacco dell'Alleanza, Young ordinò a Tamara di restare in infermeria e di prepararsi a curare i feriti. Quando l'Alleanza vinse la prima battaglia, TJ fu catturata e, se Telford, creduto una spia dell'Alleanza, non avesse convinto Kiva che la ragazza era un medico, sarebbe stata uccisa. Kiva, tuttavia, volle avere una conferma delle parole di Telford e le ordinò di curare uno dei suoi uomini, Varro, ferito dagli uomini di Young.
Dopo aver stabilizzato Varro, Tamara si occupò degli altri feriti, incluso Riley. In seguito, durante una colluttazione tra un militare e un membro dell'Alleanza, Tamara fu colpita all'addome da un proiettile e cadde, priva di sensi.
Mentre era priva di sensi, Tamara ebbe un'allucinazione, credendo che gli alieni avessero salvato lei e la sua bambina ma che avessero deciso che la bambina poteva restare su un pianeta dove si erano precedentemente stanziato alcuni civili della Destiny mentre la madre doveva tornare a bordo della nave. In realtà, i militari avevano ripreso il controllo della nave e avevano fatto venire un chirurgo dalla Terra, con il dispositivo di comunicazione, che riuscì a salvare Tamara ma non il suo bambino.
Poco tempo dopo l'attacco dell'Alleanza, Tamara fece parte di un gruppo d'esplorazione, guidato da Scott, il cui scopo era portare a bordo dei rifornimenti. Mentre tornavano con lo Shuttle, quest'ultimo ebbe un problema tecnico e si schiantò sulla superficie del pianeta. Il gruppo riuscì comunque a tornare a bordo della Destiny, dopo aver disseppellito lo Stargate presente sul pianeta.
In una realtà alternativa, dove i membri dell'equipaggio si stanziarono sul pianeta Novus, Tamara ebbe un figlio e una figlia dal colonnello Young. Il bimbo fu il primo terrestre nato su Novus. Pochi anni dopo essersi stanziati sul pianeta, Tamara identificò su di sé, i sintomi della SLA, malattia che la portò alla morte alcuni anni dopo e per cui, se non curata, la condurrà allo stesso esito anche in questa realtà.